# Верхній Ат-Урях
Верхній Ат-Урях (рос. Верхний Ат-Урях, від якут. Атюрэх — кінська річка) — закинуте селище міського типу в Ягоднинському районі Магаданської області.

## Географія
Географічні координати: 62°38' пн. ш. 150°06' сх. д. Часовий пояс — UTC+10.
Відстань до районного центру, селища Ягодне, становить 37 км, а до обласного центру — 560 км. Через селище протікає річка Малий Ат-Юрях.

## Історія
Назва селища походить від найменування річки, з якут. Атюрэх — «кінська річка».
Верхній Ат-Урях утворений у 1953 році. Раніше входив до складу Північного гірничопромислового управління. Є відомості, що до 1938 року копальня носила ім'я Едуарда Берзіна і була перейменована у зв'язку з розстрілом останнього. Пізніше йому було повернуто ім'я першого директора Дальстроя.
Саме тут вперше на Колимі застосована гідравлічна установка, змонтований і запущений териконник, що істотно підвищило продуктивність праці. У 1992 році копальня імені Берзіна була реорганізована і стала кар'єром Ягоднинського ГЗК.
1991 року поблизу селища встановлено меморіальний камінь «Серпантинка».

## Населення
Чисельність населення за роками:
| 1959 | 1970 | 1979 | 1989 | 2002 | 2010 |
| ---- | ---- | ---- | ---- | ---- | ---- |
| 5613 | 1179 | 1328 | 1258 | 61   | 0    |

За даними перепису населення 2010 року на території селища ніхто не проживав.